# Одеський обласний благодійний фонд «Майбутнє»
Одеський обласний благодійний фонд «Майбутнє» («Дім з янголом») був заснований у 1996 році. Засновник і Голова правління фонду до 2014 року — Літвак Борис Давидович.
Основна благодійна програма фонду «Майбутнє» — це забезпечення медичної, фізичної, психолого-педагогічної та соціальної реабілітації дітей з особливими потребами, а також дітей з порушеннями розвитку. Програма здійснюється через Дитячий реабілітаційний центр імені Бориса Літвака. Сьогодні Центр має три будівлі: медичний корпус, психолого-педагогічне відділення та пансіонат, в якому проживають пацієнти з супроводжуючими під час курсу.
Голова правління ООБФРДІ «Майбутнє» — Михайленко Вероніка Євгенівна, головний лікар, дитячий невролог, кандидат медичних наук, заслужений лікар України.

## Історія створення

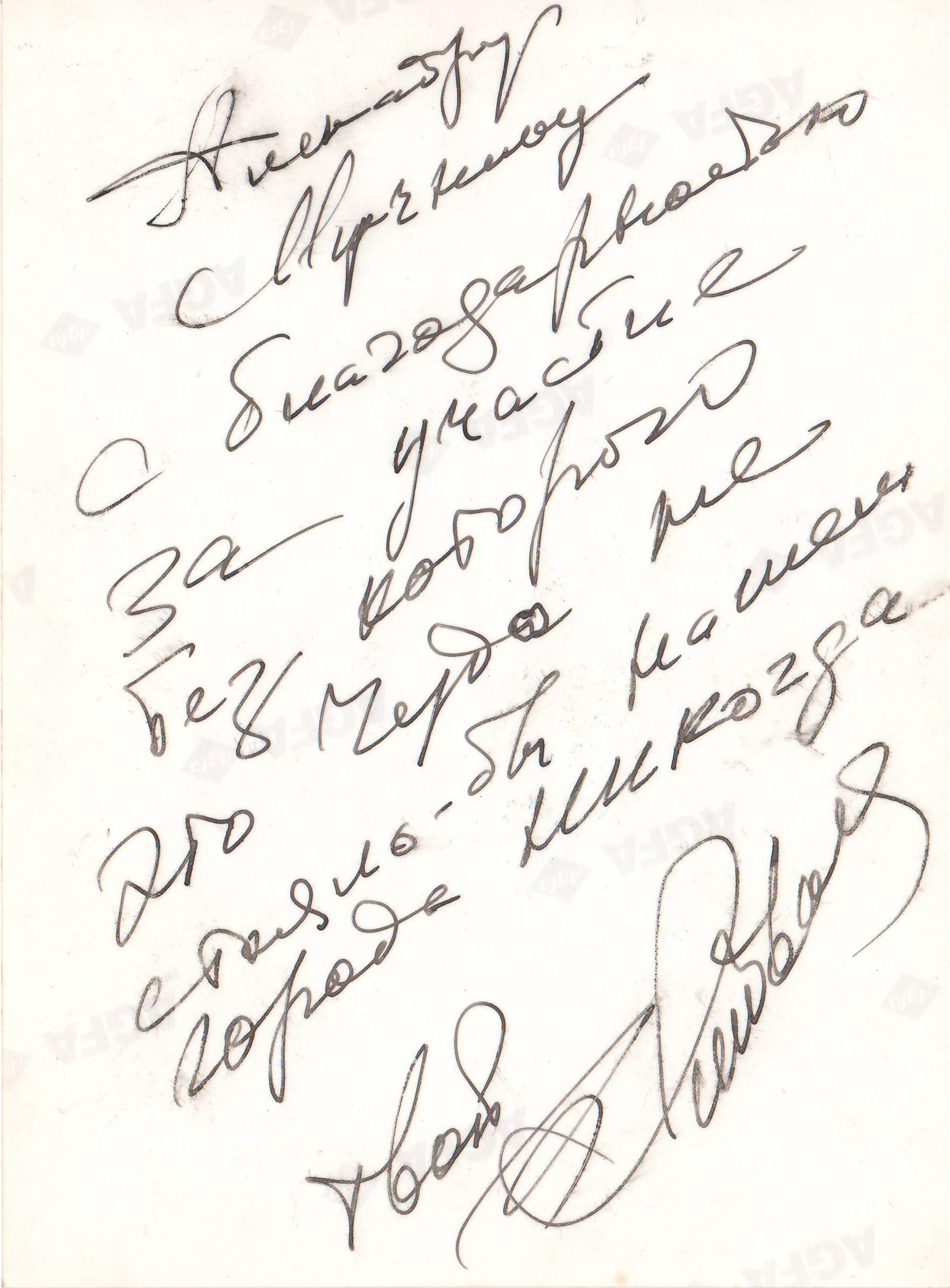
Автограф Героя України Бориса Давидовича Літвака

Одеський центр медичної, психологічної та соціальної реабілітації дітей з патологією центральної нервової системи та опорно-рухового апарату відкрився у вересні 1996 року. Будинок вінчає золотий ангел Надії і Милосердя — подарунок скульптора Михайла Реви, — саме завдяки йому одесити називають центр реабілітації — «Будинок з ангелом». Поштовхом до створення центру стала особиста трагедія, яку пережив Борис Давидович Літвак, тоді директор спортивної Дитячо-юнацької школи олімпійського резерву № 2. Пішла з життя його донька Ірина. Помираючи, вона попросила батька подбати про хворих дітей, на яких ніхто тоді не звертав уваги:
Борис Давидович сприйняв останню волю доньки як керівництво до дії. Рішення про створення Центру було прийнято міськрадою Одеси в 1992 році під керівництвом Валентина Симоненка.
Допомогу у створенні Центру надав президент Фонду соціальної допомоги імені доктора Гааза — Олександр Мучник.
24-29 листопада 1992 року Фонд соціальної допомоги імені доктора Ф. П. Гааза відрядив Літвака Бориса Давидовича у статусі свого президента на семінар Департаменту ООН у Відні. 3 червня 1993 р. керівник Департаменту ООН у Відні Генрі Сокальскі відправив на ім'я президента Фонда соціальної допомоги імені доктора Ф. П. Гааза Б. Д. Літвака лист із заявою про всіляку підтримку зі свого боку, а також із закликом до майбутніх спонсорів про надання допомоги проекту Дитячого реабілітаційного центру в Одесі. На замовлення Фонду соціальної допомоги імені доктора Ф. П. Гааза художник Лазар Леонтійович Гормах (1924—2000) намалював пастеллю портрет Ірини Литвак (1955—1992), якій був переданий в дар її батькові — Б. Д. Літваку
Одеська міська влада виділила землю під будівництво центру. Було зібрано колектив професіоналів-однодумців, освоєні та запроваджені сучасні методики реабілітації. Меценати допомогли придбати діагностичне та фізіотерапевтичне обладнання, меблі. «Ми вдячні всім, хто нам допоміг, допомагає і, сподіваємось, допомагатиме. Усім, кому милосердя — природна потреба душі. Кожним новим днем своєї роботи Центр зобов'язаний тільки вам. Саме ви своєю щирою та безкорисливою допомогою даєте Центру життя, а дітям — надію. Поки ви з нами — кожна дитина відчуватиме над собою крила янгола», — Борис Літвак.
У Центрі здійснюються програми з діагностики, лікування та реабілітації дітей з органічними ураженнями центральної та периферичної нервової системи, опорно-рухового апарату, а також дітей з порушеннями розвитку. За час роботи більше 36 500 дітей пройшли курси реабілітації з усієї України та деяких зарубіжних країн. Всі роки Фонд працює за рахунок благодійної допомоги з боку установ, підприємств, окремих громадян України та зарубіжних країн.
В 2003 році Фондом за рахунок спонсорської допомоги був побудований і обладнаний комп'ютерний центр, де діти отримували навички роботи з комп'ютером. У 2021 році, за запитом часу, він був переобладнаний на психолого-педагогічне визначення, в якому з дітьми проводять навчально-педагогічну роботу, корекцію порушень інтелектуального розвитку, психолого-соціальну реабілітацію.
3 вересня 2008 року в Одесі напроти лікувального корпусу було відкрито готель-пансіонат на 140 місць, в якому проживають пацієнти з супроводжуючими під час курсу.Пансіонат побудований на кошти міського бюджету.
У лютому 2010 року фахівці Центру впровадили та почали проводити Войта-діагностику і терапію, а також навчати батьків цією методикою лікування ДЦП та інших порушень рухового розвитку дітей.

## Цікаві факти
- Центр займає площу 3500м2.
- Витрати на будівництво та обладнання «Будинку з ангелом» склали 2 147 тисяч гривень[9].
- За три дні до відкриття Центру зверху впала металева рама, за її падінням з жахом спостерігали люди. Здавалося, без жертв не обійтися. Але рама вдарилася об крило ангела і відлетіла убік, туди, де нікого не було.
- 3 листопада 2006 року скульптор Михайло Рева подарував «Будинку з ангелом» скульптурну композицію «Серце світу». Пам'ятник встановили у дворі комп'ютерного комплексу Центру[10][11].